# Sternotomis levassori
Sternotomis levassori är en skalbaggsart som beskrevs av Leon Fairmaire 1894. Sternotomis levassori ingår i släktet Sternotomis och familjen långhorningar. Inga underarter finns listade i Catalogue of Life.